# 水府流剣術
水府流剣術（すいふりゅうけんじゅつ）は、日本の剣術流派。幕末の水戸藩主・徳川斉昭によって水戸派一刀流・新陰流・真陰流を統合されて成立した。

## 成立までの歴史
水戸藩の第9代藩主・徳川斉昭は、水戸藩で武術流派が乱立している状況から、天保3年（1833年）12月に流派の合併と稽古場の合併を命じた。
剣術については、水戸藩では新たに竹刀打込稽古中心の神道無念流と北辰一刀流が導入されたが、それ以外は形稽古中心の在来流派があった。
これら在来流派のうち、水戸派一刀流・新陰流・真陰流を一つに統合させ、新たに設立される藩校の弘道館で神道無念流・北辰一刀流とともに竹刀打込稽古をさせることを目的に、徳川斉昭は水戸派一刀流の大古敬道と新陰流の荷見守善に、水戸派一刀流・新陰流・真陰流を統合した流派を作ることを命じた。これによって天保12年（1841年）8月に成立したのが水府流剣術である。一刀流の雑賀八次郎が最初の水府流剣術指南に就任した。成立の経緯から徳川斉昭を流祖としている。
斉昭が水府流剣術を成立させた背景は、当時の水戸藩は、藩政改革を積極的にすすめようとする改革派と、これを阻止しようとする保守派とに分裂しており、改革派は新興流派の神道無念流・北辰一刀流を学び、保守派は在来流派を学ぶことが多かった。このような状況の中、斉昭は同じ弘道館で新興流派と在来流派を稽古させることで、改革派と保守派の対立を緩和させることを意図したと考えられている。
水府流成立以降も流派統合政策は続けられ、2派に分かれていた東軍流は一派に統合され、判官流は東軍流に合流し、鹿島神道流は神道無念流に合流した。

## 技法
十等から一等まで、形を段階的に分類しており、一刀流が藩内で地位が高かったので、一刀流の形が最も多く採り入れられている。
入門者はまず、十等の格式（形）から学び、これを修めると九等の格式に進んだ。
三等まで修めると「初伝」、二等まで修めると「中伝」、一等まで修めると他流での免許に相当する「後伝」が授与された。後伝を授与された後に、4本の印可ノ太刀を修めた者は、水府流剣術を教えることが許された。